# Gamma Centauro M1 (foguete)
O Gamma Centauro M1, foi o primeiro foguetes de sondagem operacional Argentino, lançado em 27 de agosto de 1964 
de Puente del Inca, en la Quebrada de los Horcones, província de Córdova. Houve um teste prévio do segundo estágio 
desse foguete em dezembro de 1962.

## Especificações
- Número de estágios: 2
- Massa total: 31,52 kg
- Altura: 4,11 m
- Diâmetro: 9,4 cm e 8,4 cm
- Carga útil: 5 kg
- Apogeu: 31 km